# Памятник 96 депутатам рейхстага, убитым нацистами
Памятник 96 депутатам рейхстага, убитым нацистами — мемориал у Рейхстага в Берлине в память о 96 депутатах — жертвах нацистов в период 1933—1945 годов с момента прихода нацистов к власти в Германии и до победы над нацизмом.
Установлен в 1992 году, хотя идея установить памятник возникла ещё в 1985 году.
Памятник был спроектирован берлинскими студентами-художниками Клаусом Эйзенлором, Юстусом Мюллером и Кристианом Цвирнером под руководством Дитера Аппельта. Он состоит из 96 расположенных рядом чугунных пластин с неровными краями, каждая размером около 120 сантиметров в ширину и 60 сантиметров в высоту, на которых указаны имена, партийная принадлежность, даты жизни и места смерти 96 депутатов. По обоим концам инсталляции вкопаны в землю таблички с надписями.
Среди 96 жертв 90 мужчин и 6 женщин.
Большинство жертв состояли в Коммунистической партии Германии (43 человека) и Социал-демократической партии Германии (41 человек).
18 человек были убиты в 1933—1934, 23 человека в 1935—1943, 52 человека в 1944—1945 годах. У двоих год смерти не указан. Особый случай — Георг Вендт, он умер в 1948 году от последствий содержания нацистами в Бранденбургском центре эвтаназии.
Имена депутатов — членов НСДАП и НННП, которые были убиты нацистами, например, в ходе Ночи длинных ножей, на мемориале не представлены.
В ночь с 27 на 28 февраля 1933 года, за несколько дней до выборов в Рейхстаг, здание Рейхстага было подожжено. Голландский левый анархист Маринус ван дер Люббе был арестован на месте преступления и признался в поджоге. Уже через несколько часов национал-социалисты объявили, что поджог был коммунистическим заговором. В ответ правительство Рейха во главе с Адольфом Гитлером совместно с президентом Рейха Паулем фон Гинденбургом издало указ: «Приказ президента Рейха о защите народа и государства». Широко известный как «Указ о поджоге Рейхстага», он подрывал демократическую конституцию Веймарской республики. Теперь правительство было уполномочено подавлять свободу слова, свободу объединений и право на собрания. Таким образом, преследование политических оппонентов могло осуществляться под видом законности. Декрет также предоставил правовую основу для аннулирования мандатов коммунистических членов нового Рейхстага в течение нескольких дней после выборов. В последующие месяцы СА и вспомогательная полиция, позже СС и гестапо, преследовали политических противников национал-социалистического режима. Только в период с марта по апрель 1933 года более 45 000 женщин и мужчин были взяты под так называемое защитное заключение и помещены в тюрьмы, а так же в недавно созданные концентрационные лагеря, где их допрашивали и жестоко издевались над ними. Многие коммунисты, социал-демократы и левые интеллектуалы погибли от издевательств или были преднамеренно убиты.
Национал-социалистам так и не удалось доказать в суде, что за поджогом Рейхстага стоял коммунистический заговор.

- Вид памятника на фоне Рейхстага
- Общий вид памятника
- Общий вид памятника
- Имена на плитах части памятника: верхняя плита на фото - с именем Эрнста Тельмана, следующая - Матиаса Тезена;  нижняя - Шарлотты Цинке

## Список увековеченных имён
| Имя                  | Рождение | Смерть | Место и обстоятельства смерти | Партия      | КПГ |
| -------------------- | -------- | ------ | --- | ----------- | --- |
| Адлер, Юлиус         | 1894     | 1945   | концлагерь Берген-Бельзен | КПГ         |     |
| Адльхох, Ганс        | 1884     | 1945   | Мюнхен, умер перед маршем смерти | БНП         |     |
| Александер, Эдуард   | 1881     | 1945   | при этапировании в концлагерь Берген-Бельзен | КПГ         |     |
| Ассман, Юлиус        | 1868     | 1939   | Польша, политическое убийство | ННП         |     |
| Аугустат, Элиза      | 1889     | 1940   | умерла от последствий пребывания в женском концлагере Равенсбрюк | КПГ         |     |
| Беккер, Артур        | 1905     | 1938   | после допросов застрелен в тюрьме города Бургос | КПГ         |     |
| Бестлейн, Бернхард   | 1894     | 1944   | Тюрьма Бранденбург-Герде | КПГ         |     |
| Биас, Антон          | 1876     | 1945   | концлагерь Дахау | СДПГ        |     |
| Бидерман, Адольф     | 1881     | 1933   | найден мёртвым в пригороде Реклингхаузена | СДПГ        |     |
| Бленке, Конрад       | 1901     | 1943   | тюрьма Плётцензее | КПГ         |     |
| Бокиус, Фриц         | 1882     | 1945   | концлагерь Маутхаузен | ГПЦ         |     |
| Больц, Ойген         | 1881     | 1945   | тюрьма Плётцензее | ГПЦ         |     |
| Брейтшейд, Рудольф   | 1874     | 1944   | концлагерь Бухенвальд | СДПГ        |     |
| Бройниг, Лоренц      | 1882     | 1945   | концлагерь Заксенхаузен | СДПГ        |     |
| Брошвиц, Конрад      | 1881     | 1945   | концлагерь Дахау | СДПГ        |     |
| Вегман, Пауль        | 1889     | 1945   | концлагерь Берген-Бельзен | НСДПГ       |     |
| Вендт, Георг         | 1889     | 1948   | преследовался нацистами, подвергался защитным арестам, принудительному лечению в Бранденбургском центре эвтаназии, умер в 1948 году в Берлине от последствий содержания в центре                                          | СДПГ        |     |
| Гейзельхарт, Отто    | 1890     | 1933   | в предварительном заключении в тюрьме г. Гюнцбург. Основная версия — самоубийство из-за страха перед отправкой в концлагерь, но не исключается и версия убийства                                                          | СДПГ        |     |
| Гейм, Гвидо          | 1882     | 1945   | Расстрелян гестаповцами недалеко от Веймара по приговору Народной судебной палаты | КПГ         |     |
| Герберт, Франц       | 1885     | 1945   | концлагерь Маутхаузен | БНП         |     |
| Гериг, Отто          | 1885     | 1944   | концлагерь Бухенвальд | ГПЦ         |     |
| Герлах, Пауль        | 1888     | 1944   | концлагерь Заксенхаузен | СДПГ        |     |
| Гильфердинг, Рудольф | 1877     | 1941   | скончался при невыясненных обстоятельствах в гестаповской Тюрьме Санте в Париже | СДПГ        |     |
| Грубе, Эрнст         | 1890     | 1945   | концлагерь Берген-Бельзен | КПГ         |     |
| Ендрош, Фридрих      | 1890     | 1944   | концлагерь Заксенхаузен | КПГ         |     |
| Заттлер, Карл        | 1896     | 1945   | умер при неизвестных обстоятельствах в концлагере Берген-Бельзен | КПГ         |     |
| Зинцхаймер, Хуго     | 1875     | 1945   | концлагерь Терезиенштадт | СДПГ        |     |
| Зольдман, Фриц       | 1878     | 1945   | концлагерь Бухенвальд | СДПГ        |     |
| Кайзер, Альберт      | 1898     | 1944   | концлагерь Бухенвальд | КПГ         |     |
| Кайзер, Ойген        | 1879     | 1945   | концлагерь Дахау | СДПГ        |     |
| Кессель, Франциска   | 1906     | 1934   | Осуждена на три года за контакты с коммунистами и изготовление листовок. В результате пыток ослепла. Умерла в тюрьме Майнца при невыясненных обстоятельствах, предположительно — самоубийство.                            | КПГ         |     |
| Крцикалла, Антон     | 1887     | 1944   | концлагерь Заксенхаузен | КПГ         |     |
| Кюнстлер, Франц      | 1888     | 1942   | Скончался в Берлине, подорвав здоровье в ходе защитных арестов, в последний из которых содержался в концлагере Лихтенбург                                                                                                 | СДПГ        |     |
| Ладеман, Макс        | 1896     | 1941   | концлагерь Заксенхаузен | КПГ         |     |
| Лебер, Юлиус         | 1891     | 1945   | тюрьма Плётцензее, казнён | СДПГ        |     |
| Лежен-Юнг, Пауль     | 1882     | 1944   | тюрьма Плётцензее, казнён | CHR.N.A/KVP |     |
| Липински, Рихард     | 1867     | 1936   | умер в тюрьме Лейпцига | СДПГ        |     |
| Маддалена, Макс      | 1895     | 1943   | Тюрьма Бранденбург-Герде | КПГ         |     |
| Майер, Стефан        | 1889     | 1944   | концлагерь Маутхаузен | СДПГ        |     |
| Марум, Людвиг        | 1882     | 1934   | концлагерь Кислау | СДПГ        |     |
| Махе, Карл           | 1882     | 1934   | концлагерь Гросс-Розен | СДПГ        |     |
| Мергес, Август       | 1870     | 1945   | тюрьма города Брауншвейг | СДПГ        |     |
| Мец, Франц           | 1878     | 1945   | концлагерь Дахау | СДПГ        |     |
| Мозес, Юлиус         | 1868     | 1942   | концлагерь Терезиенштадт | СДПГ        |     |
| Нагель, Артур        | 1890     | 1945   | концлагерь Берген-Бельзен | КПГ         |     |
| Нойбауэр, Теодор     | 1890     | 1945   | Тюрьма Бранденбург-Герде | КПГ         |     |
| Петрих, Франц        | 1889     | 1945   | концлагерь Зонненбург | СДПГ        |     |
| Портуне, Андреас     | 1875     | 1945   | умер в городе Рослау через несколько недель после освобождения из концлагеря | СДПГ        |     |
| Пухта, Фридрих       | 1883     | 1945   | концлагерь Дахау | СДПГ        |     |
| Пуц, Эрнст           | 1896     | 1933   | умер при невыясненных обстоятельствах в тюрьме Моабит | КПГ         |     |
| Редель, Зигфрид      | 1893     | 1943   | тюрьма Плётцензее, казнён (обезглавлен) | КПГ         |     |
| Редлих, Пауль        | 1893     | 1944   | умер в больнице города Бранденбург-на-Хафеле из-за последствий нахождения в концлагере Зонненбург | КПГ         |     |
| Рёинг, Теодор        | 1882     | 1945   | обстоятельства смерти противоречивы: по одной версии — находился в концлагере Заксенхаузен и умер на марше смерти по дороге из лагеря в город Пархим; по другой — умер в концлагере Берген-Бельзен от сыпного тифа        | ГПЦ         |     |
| Рейнке, Эрнст        | 1891     | 1943   | концлагерь Флоссенбюрг | КПГ         |     |
| Рек, Вальтер         | 1878     | 1933   | обстоятельства смерти противоречивы: по одним данным, убит, находясь в лагере под защитным арестом; по другим — умер от инсульта                                                                                          | СДПГ        |     |
| Рихтер, Макс         | 1881     | 1945   | погиб при потоплении судна «Кап Аркона», перевозившего узников в концлагерь Нойенгамме | СДПГ        |     |
| Роземан, Юлиус       | 1878     | 1933   | умер в полицейском управлении города Хамм: по одной версии — застрелен, по другой — умер от побоев | СДПГ        |     |
| Скамира, Вилли       | 1897     | 1945   | Тюрьма Бранденбург-Герде | КПГ         |     |
| Тезен, Матиас        | 1891     | 1944   | концлагерь Заксенхаузен, расстрелян | КПГ         |     |
| Тельман, Эрнст       | 1886     | 1944   | концлагерь Бухенвальд, расстрелян по прямому указанию Гитлера и Гиммлера | КПГ         |     |
| Темпель, Герман      | 1889     | 1944   | тюрьма города Ольденбурга, умер после двух дней ареста от избиений | СДПГ        |     |
| Теш, Иоганна         | 1875     | 1945   | концлагерь Равенсбрюк, умерла, вероятно, от голода | СДПГ        |     |
| Тилен, Николас       | 1901     | 1944   | концлагерь Маутхаузен | КПГ         |     |
| Флейшер, Элен        | 1899     | 1941   | психиатрическая клиника города Штадтрода, убита по программе Т-4 в целях сокрытия следов пыток в гестапо | КПГ         |     |
| Фойгт, Пауль         | 1876     | 1944   | после осовобождения из концлагеря Бухенвальд снова был арестован гестапо, официально — покончил жизнь самоубийством, предполагается, что был убит                                                                         | СДПГ        |     |
| Фойгт, Фриц          | 1882     | 1945   | тюрьма Плётцензее, казнён (повешен) | СДПГ        |     |
| Функ, Альберт        | 1894     | 1933   | умер во время допроса и пыток в Управлении полиции города Реклингхаузена | КПГ         |     |
| Хайльман, Эрнст      | 1881     | 1940   | концлагерь Бухенвальд | СДПГ        |     |
| Хайндль, Франц       | 1879     | 1941   | Центр эвтаназии Зонненштайна. Обстоятельства смерти неизвестны (официально — умер от приступа; но в 1941-м документы клиники фальцифицировались, а на 1989 год уже отсутствовали), предположительно убит по программе Т-4 | ГФП         |     |
| Хамм, Эдуард         | 1879     | 1944   | Тюрьма на Лертерштрассе | НДП         |     |
| Хаук, Кристиан       | 1892     | 1934   | Убит после пыток в тюрьме г. Ноймюнстер, куда был помещён на срок 21 месяц за призывы к свержению Гитлера. Убийство было совершено СС-овцами под руководством Хайнрика Моллера, и было инсценировано как повешение.       | КПГ         |     |
| Хенниг, Рудольф      | 1895     | 1944   | концлагерь Заксенхаузен | КПГ         |     |
| Хербст, Ойген        | 1903     | 1934   | концлагерь Дахау | КПГ         |     |
| Хорн, Ламберт        | 1899     | 1939   | концлагерь Заксенхаузен | КПГ         |     |
| Хох, Густав          | 1862     | 1942   | концлагерь Терезиенштадт | СДПГ        |     |
| Хуземан, Фридрих     | 1873     | 1935   | концлагерь Эстервеген | СДПГ        |     |
| Цинке, Шарлотта      | 1891     | 1944   | концлагерь Равенсбрюк, убита | КПГ         |     |
| Шер, Йон             | 1896     | 1934   | концлагерь Колумбия-Хаус, после допроса и пыток расстрелян штурмбаннфюрером СС Бруно Затлером | КПГ         |     |
| Шнабрих, Михаэль     | 1880     | 1939   | концлагерь Заксенхаузен | СДПГ        |     |
| Шнеллер, Эрнст       | 1890     | 1944   | концлагерь Заксенхаузен, расстрелян | КПГ         |     |
| Шнеппенхорст, Эрнст  | 1881     | 1945   | Тюрьма на Лертер-штрассе, казнён специальным отрядом Главного управления имперской безопасности | СДПГ        |     |
| Шолем, Вернер        | 1895     | 1940   | концлагерь Бухенвальд, застрелян гауптшарфюрером СС Бланком | КПГ         |     |
| Штамм, Роберт        | 1900     | 1937   | тюрьма Плётцензее | КПГ         |     |
| Штеккер, Вальтер     | 1891     | 1939   | концлагерь Бухенвальд | КПГ         |     |
| Штеллинг, Иоганнес   | 1877     | 1933   | убит в ходе Кровавой недели в Кёпенике толпой штурмовиков СА под предводительством Герберта Герке | СДПГ        |     |
| Штенцер, Франц       | 1900     | 1933   | концлагерь Дахау | КПГ         |     |
| Штрайтер, Георг      | 1884     | 1945   | концлагерь Равенсбрюк | ННП         |     |
| Штройферт, Август    | 1887     | 1944   | концлагерь Нойенгамме | СДПГ        |     |
| Шуман, Георг         | 1886     | 1945   | казнён в Дрездене | КПГ         |     |
| Шух, Клара           | 1879     | 1936   | Женская тюрьма Гестапо в Берлине | СДПГ        |     |
| Шюц, Вальтер         | 1897     | 1933   | Убит в Кенингсберге штурмовиками СА после 12-ти часов пыток и избиений | КПГ         |     |
| Эггерштедт, Отто     | 1886     | 1933   | концлагерь Эстервеген | СДПГ        |     |
| Эппштейн, Ойген      | 1878     | 1943   | концлагерь Майданек | КПГ         |     |
| Юргенсен, Рейнгольд  | 1898     | 1934   | концлагерь Фульсбюттель | КПГ         |     |
| Янка, Альберт        | 1907     | 1933   | Повесился, не перенеся издевательств во время нахождения под защитным арестом в концлагере в городе Райхенбах-им-Фогтланд                                                                                                 | КПГ         |     |
| Яспер, Генрих        | 1875     | 1945   | концлагерь Берген-Бельзен | СДПГ        |     |